# Salvador Escamilla i Gómez
Salvador Escamilla i Gómez (Barcelona, 1931 – 30 de març del 2008) fou presentador de ràdio i televisió, cantant i actor de teatre.

## Biografia
A partir de l'any 1964, arran del seu programa Radioscope, de Ràdio Barcelona, es converteix en el promotor de la Nova Cançó catalana, donant la primera oportunitat –entre d'altres– a Joan Manuel Serrat. El 1980 va ser un dels creadors de Radiotelevisió Cardedeu. Va fer diversos doblatges cinematogràfics com a cantant: Mary Poppins, West Side Story, etc. Va enregistrar setze discos. El 1968 va guanyar el Premi Ondas. L'any 1994 rebé la Creu de Sant Jordi de la Generalitat de Catalunya. El 1977 publica el llibre-casset Nadals a la memòria, en el qual fa un repàs de la seva vida personal i artística. El 2002 va rebre un homenatge al Palau de la Música Catalana per la seva trajectòria professional. Treballà en diverses emissores: Ràdio Barcelona, Ràdio Miramar, Ràdio Rubí, Ràdio Avui, Ràdio Associació de Catalunya, Catalunya Ràdio, i finalment a Ràdio Arenys, on feia un programa els diumenges al matí.

## Discografia
- Cantem i juguem (Edigsa), cançons per a nens amb Montserrat Alavedra.
- Salvador Escamilla canta les cançons de West Side Story. (Edigsa, 1963)
- Els Comediants. Salvador Escamilla i orquestra. (Edigsa, 1963)
- My fair lady. Salvador Escamilla. (Edigsa, 1964)
- Les cançons de Mary Poppins. (Edigsa), amb versions en català de Josep Maria Andreu, arranjaments de Lleó Borrell, i l'orquestra de Francesc Burrull.
- Doctor Dolittle. (Edigsa)
- Festa a l'Infantil. Salvador Escamilla, Maria Cinta i Queta & Teo. (Edigsa)
- Cançons de protesta. (Edigsa)
- III Concurs de la cançó de la Selva del Camp. (Edigsa)
- Nadal a Radio Barcelona. (Edigsa), nadales catalanes.
- Broadway a Barcelona. (Edigsa), amb temes de Georges Gershwin i Cole Porter.
- Salvador Escamilla (Edigsa, Ediphone), amb temes de Josep Maria Espinàs.
- Les cançons de Walt Disney. Salvador Escamilla i Jacinta. (Edigsa, 1968)
- El parque Elysian. (Discophon).
- L'un i l'altre. De l'espectacle de Giorgio Gaber al Piccolo Teatro di Milano. Versió de Terenci Moix. (CBS, 1976).
- De pel·lícula. (PDI, 1974). 27 cançons entre els anys 1963 i 1968.